# 제주연안 연산호 군락
제주 연안 연산호 군락지는 대한민국의 천연기념물이다.
- 제주 연안 연산호 군락지 보관됨 2007-09-29 - 웨이백 머신 - 남북의 천연기념물
- 제주 연안 연산호 군락지 - 문화재청